# Marktkirchhof 17 (Quedlinburg)

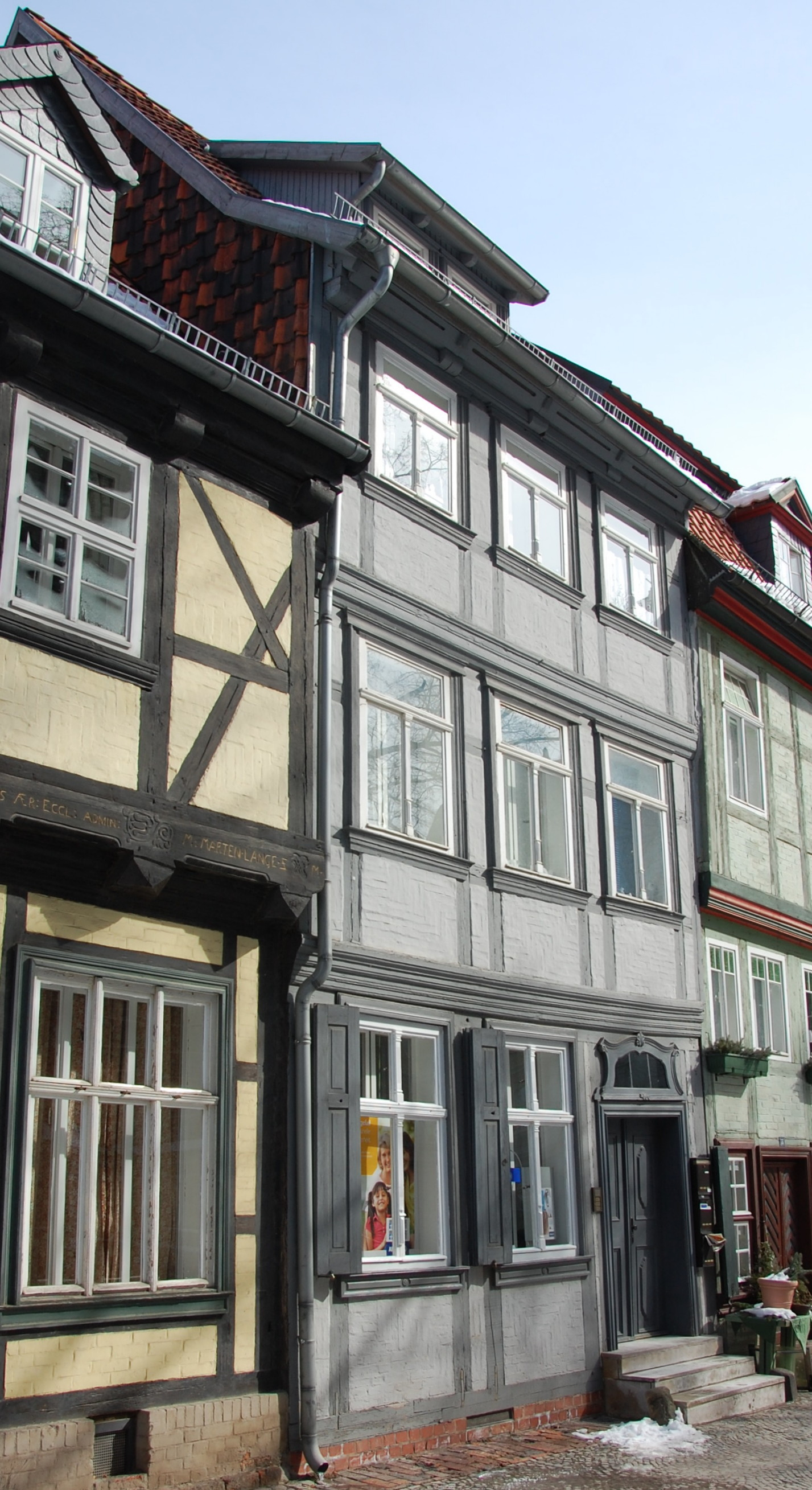
Haus Marktkirchhof 17, Südseite

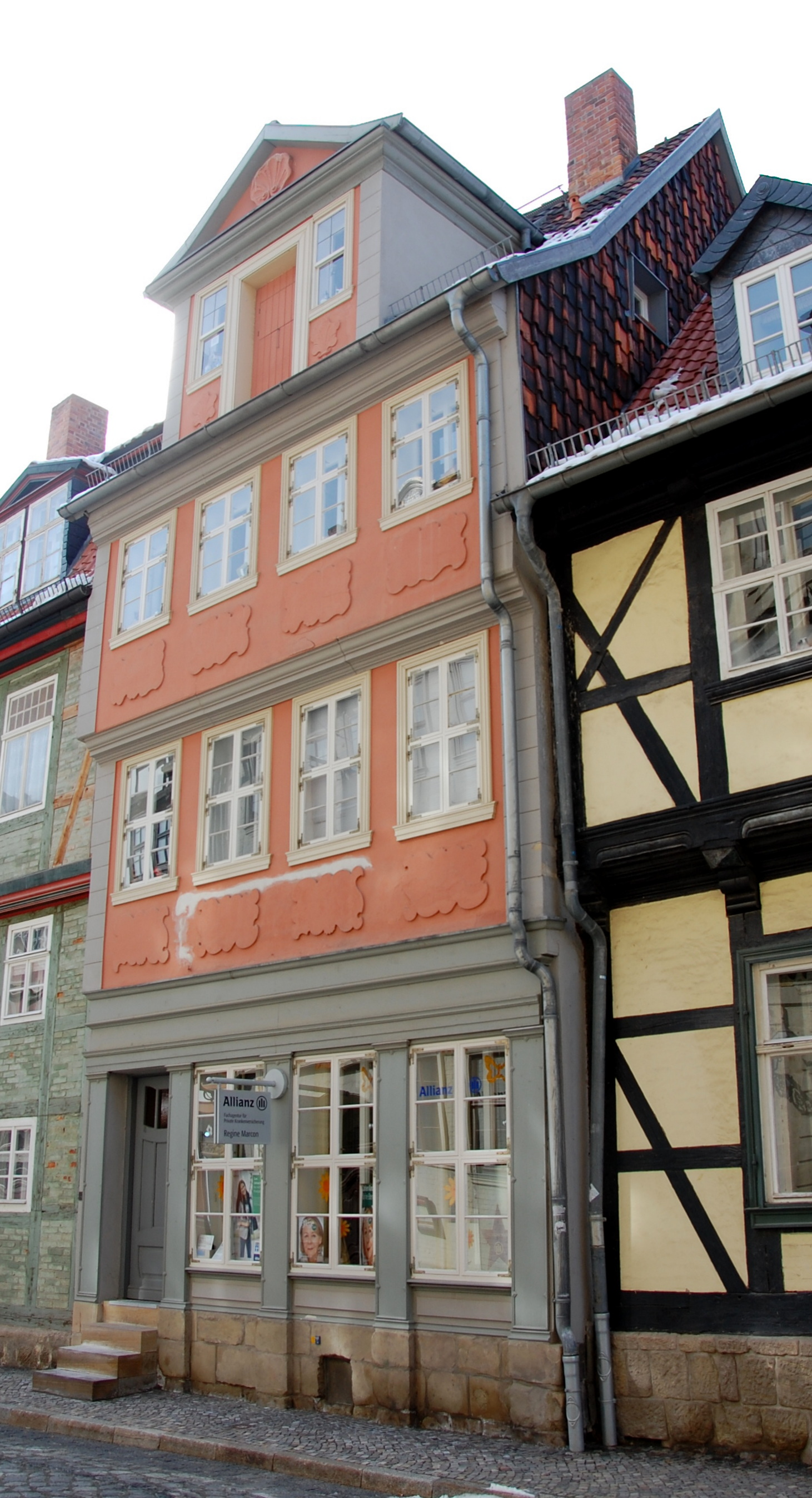
Nordseite

Das Haus Marktkirchhof 17 ist ein denkmalgeschütztes Gebäude in der Stadt Quedlinburg in Sachsen-Anhalt.

## Lage
Es befindet sich in der historischen Quedlinburger Altstadt, nördlich des Marktplatzes der Stadt. Das im Quedlinburger Denkmalverzeichnis als Wohnhaus eingetragene Gebäude steht an der Nordseite des Marktkirchhofs und gehört zum UNESCO-Weltkulturerbe. Seine südliche Fassade zeigt zum Marktkirchhof, die nördliche zum Kornmarkt. Westlich grenzt das gleichfalls denkmalgeschützte Haus Marktkirchhof 16, östlich das Haus Marktkirchhof 18 an.

## Architektur und Geschichte
Das dreigeschossige Fachwerkhaus entstand im 17. und 18. Jahrhundert, andere Angaben nennen die Zeit um 1760, und ist in seiner Erscheinung weitgehend original erhalten. Über der Nordfassade befindet sich ein Zwerchhaus. An der Fassade aufgebrachte Verputzungen täuschen einen Massivbau vor. Auf dem Putz wurden Malereien aus der Zeit des Barock gefunden. Bemerkenswert ist die Gestaltung der Brüstungsfelder auf der Nordseite. Auf der Nordseite wurde im Stil des Historismus nachträglich ein Laden eingefügt. In der Südfassade besteht eine barocke Tür mit geschwungenem Oberlicht.